# Partito Bolscevico-Leninista d'India, Sri Lanka e Birmania
Il Partito Bolscevico-Leninista d'India, Sri Lanka e Birmania (in inglese Bolshevik–Leninist Party of India, Ceylon and Burma, BLPI) fu un partito politico rivoluzionario trotskista che si batté per l'indipendenza e il socialismo nell'Asia meridionale. Il partito venne fondato nel maggio 1942 come unificazione del Partito dell'Eguaglianza Sociale Singalese (Sri Lanka) con altri due gruppi indiani (il Bolshevik Leninist Party of the United Provinces and Bihar e il Bolshevik Mazdoor Party of India). Venne riconosciuto come la sezione indiana della Quarta Internazionale. Il BLPI fu inoltre l'unico partito politico ad appoggiare l'ammutinamento della Royal Indian Navy. Il partito si sciolse nel 1947.

## Prima e durante la seconda guerra mondiale
Allo scoppio della seconda guerra mondiale nel settembre 1939, i membri chiave del Partito dell'Eguaglianza Sociale Singalese (LSSP) furono costretti a nascondersi a causa della loro opposizione alla belligeranza britannica e delle loro denunce sull'impostazione imperialista della guerra. In seguito ad un incidente a Mool Oya (dicembre 1939) nei pressi di Kandy in cui un operaio indiano di una fabbrica di tè venne ucciso dalla polizia, l'LSSP intraprese inoltre una serie di manifestazioni operaie e scioperi tra i lavoratori delle piantagioni di tè, e con il dilagare degli scioperi venne costituito un Consiglio dei lavoratori.
L'LSSP venne bandito il 18 giugno 1939, pertanto le assemblee del Comitato preliminare per la formazione del Partito avvennero clandestinamente a Kandy nel dicembre 1940 e nel marzo 1941, ponendo le basi per un unico partito trotskista indiano, il Bolshevik–Leninist Party of India, Ceylon and Burma, BLPI. Molti attivisti chiave del partito (Philip Gunawardena, N.M. Perera, Edmund Samarakkody e Colvin R. de Silva) vennero incarcerati, altri riuscirono a fuggire in India, evitando l'arresto (come il segretario generale del partito Leslie Goonewardene e sua moglie, Vivienne Goonewardene) e stabilendo a Calcutta contatti con le reti trotskiste locali. Altri trotskisti ceylonesi stabilirono contatti con il gruppo trotskista dell'Uttar Pradesh, così come con gruppi a Bombay e Madras. Il 7 aprile 1942, Philip Gunawardena, N. M. Perera, Edmund Samarakkody e Colvin R. de Silva fuggirono dal carcere aiutati dalle guardie carcerarie e dagli attivisti del partito Doric de Souza e Vernon Gunasekera.
Durante il resto della seconda guerra mondiale il BLPI continuò ad influenzare i movimenti sindacali e studenteschi in diverse città, con adesioni significative tra i tranvieri così come i lavoratori delle fabbriche tessili Buckingham and Carnatic Mills di Chennai, non riuscendo comunque a raggiungere le alte aspettative di un partito politico rivoluzionario che ambiva a guidare le masse del subcontinente indiano. Nonostante il nome del partito suggerisse anche la rappresentanza della Birmania, non ci fu probabilmente alcuna rappresentanza di partito in quell'area.
Il BLPI svolse un ruolo importante nella rivolta radicale per l'indipendenza indiana Quit India lanciata da Gandhi nel 1942, dando un sostegno incondizionato al movimento, diffondendo volantini e manifesti e invitando le truppe a ribellarsi.
A Calcutta si iniziò a stampare la rivista di partito Spark; in seguito alla repressione politica la redazione si spostò a Bombay con il nuovo nome New Spark. Nella rivista venne pubblicata la Lettera aperta ai lavoratori indiani di Trotsky.

## Dopo la seconda guerra mondiale
Dopo la fine del secondo conflitto mondiale fu deciso che il Partito dell'Eguaglianza Sociale Singalese (LSSP) si separasse dal BLPI, e quando i politici ceylonesi precedentemente esiliati tornarono a casa, trovarono una realtà di movimento molto divisa. Due dei principali leader di LSSP, NM Perera e Philip Gunawardena, erano stati rilasciati dal carcere e avevano ricostruito l'LSSP come un partito indipendente, il cui nucleo era la fazione "Opposizione dei lavoratori", che deteneva i sindacati. In effetti c'erano due LSSP paralleli, uno guidato da Perera e Gunawardena e la sezione BLPI guidata da Colvin R de Silva, Leslie Goonawardene e Edmund Samarakkoddy, che si era formata attorno alla fazione bolscevico-leninista di Doric de Souza. L'organo in lingua inglese della sezione BLPI fu la rivista Fight. Ci fu una breve riconciliazione tra le due fazioni nel 1946.